# Sankarpura
Sankarpura (nepalski: सकरपुरा) – gaun wikas samiti we wschodniej części Nepalu w strefie Sagarmatha w dystrykcie Saptari. Według nepalskiego spisu powszechnego z 2001 roku liczył on 761 gospodarstw domowych i 4278 mieszkańców (2038 kobiet i 2240 mężczyzn).